# جويستيك
جويسيتيك (بالإنجليزية: Joystiq) هي مدونة لألعاب الفيديو تأسست في يونيو من عام 2004 كجزء من عائلة شركة الإنترنت «ويبلغس» والآن هي مملوكة لـ شركة إيه أو إل، كانت جويستيك مدونة ألعاب أساسية للـ إيه أو إل، مع مدونات شقيقة تتعامل مع ألعاب تقمص الأدوار كثيفة اللاعبين على الإنترنت بشكلاً عام، ولعل أبرزهم «وورلد أوف ووركرافت» الشهيرة على وجه الخصوص.  
بعد انخفاض عدد القراء، أُعلن أنه سيتم إغلاق جويستيك في 3 فبراير 2015، كخطوة لتقليص حجم العمليات في الـ إيه أو إل من خلال إغلاق خصائصها «ضعيفة الأداء».

## التاريخ
اعتبارًا من أوائل عام 2004، كانت شركة ويبلغس تسعى إلى إضافة مدونة إلى مجموعتها لغرض وحيد هو تغطية الأخبار المتعلقة بألعاب الفيديو، كما يتضح من مدونة ألعاب الفيديو Weblog التي لم تعد موجودة الآن، والتي تأسست في 27 فبراير 2004.
في وقت لاحق من ذلك العام، بعد معرض الترفيه الإلكتروني (E3) لعام 2004، قدم بيتر روخاس، مؤسس مدونة الشركة الرائدة إنغادجيت والمساهم الرئيسي فيها، جويستيك رسميًا إلى الجماهير، ووضع المدونة باعتبارها امتدادًا لنطاق ألعاب إنغادجيت الفرعي. ومع ذلك، نظرًا لكونها كيانًا منفصلاً ومرتبطًا بالكامل بألعاب الفيديو، فقد سمحت جويستيك بتحليل متعمق لصناعة ألعاب الفيديو أكثر من إنغادجيت الموجهة نحو المستهلك في المقام الأول. في حين أن جويستيك قد عرضت محتوى في وقت مبكر من 2 أبريل، لم يتم اعتبار المدونة قد إطلاقت رسميًا حتى الكشف العلني من روخاس على إنغادجيت يوم الأربعاء 16 يونيو 2004.
حدث التغيير الرئيسي الأول في تاريخ جويستيك في يونيو 2005، عندما أعلن رئيس التحرير بن زاكهايم، بعد عرضه على منصب في قسم الألعاب في أمريكا أون لاين، استقالته بسبب تضارب المصالح. خلفه فلاديمير كول، المدون الذي تم تعيينه في فبراير 2005 وشغل منصب رئيس التحرير حتى فبراير 2007، عندما تولى كريستوفر جرانت المنصب وبعد أن تولى كول وظيفة في قسم إكس بوكس في مايكروسوفت. ثم تملك أمريكا أون لاين لشركة ويبلغس في أكتوبر 2005 .
في 2 نوفمبر 2007، تم إطلاق مدونة ماسيفلي لتغطية ألعاب متعددة اللاعبين عبر الإنترنت (MMO) بشكلاً عام.

## الإغلاق

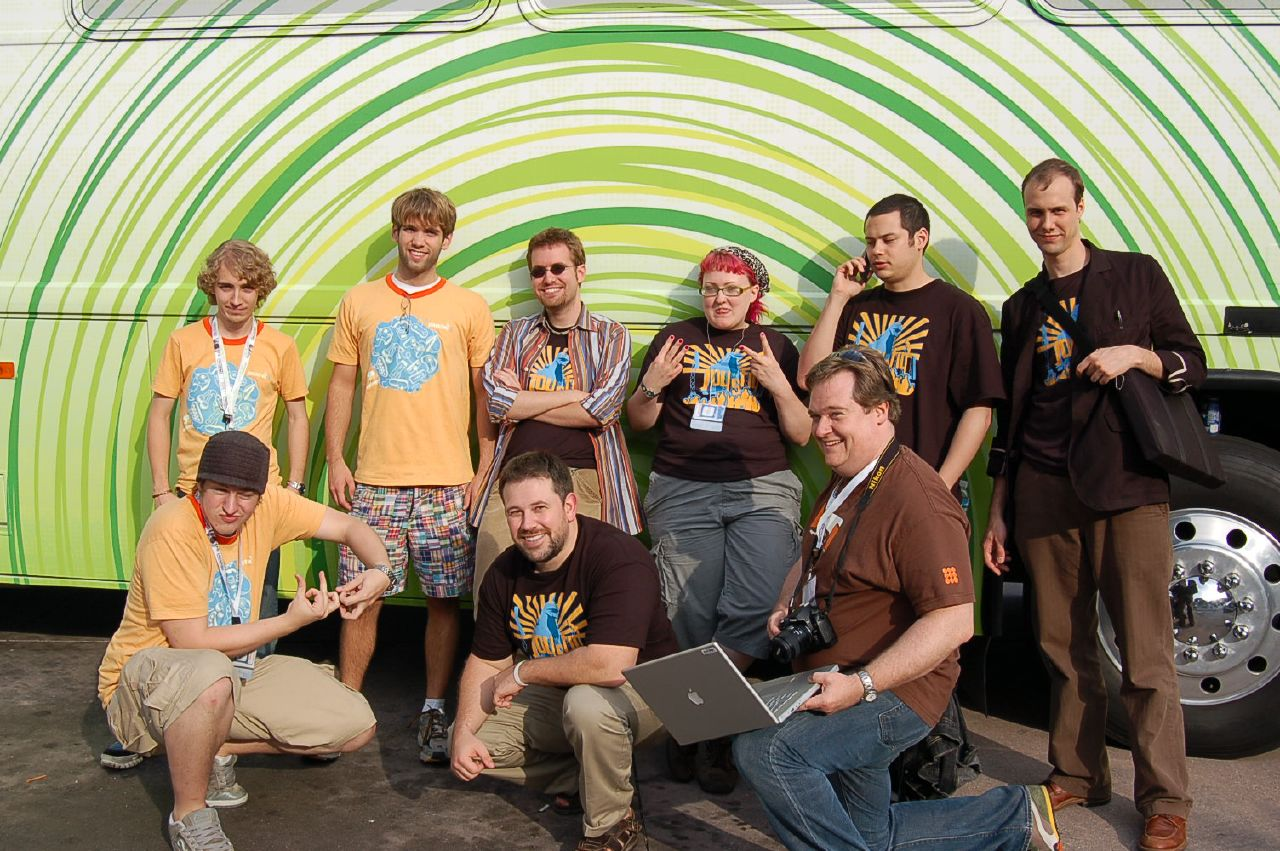
الطاقم العمل لـ جويستيك في ' معرض الترفيه الإلكتروني 2006.

في كانون الثاني (يناير) 2015، ذكرت مدونة تك كرانش المشاركة في الملكية أن إيه أو إل كانت تخطط لإغلاق خصائص المحتوى ذات الأداء الضعيف، لا سيما في مجالات التكنولوجيا وأسلوب الحياة، للتركيز على خصائصها ومبيعات الفيديو والإعلانات الأقوى. في 27 يناير 2015، ذكرت شركة Re / code أن جويستيك كانت من بين المواقع التي «من المحتمل» أن يتم إغلاقها كجزء من خطة إعادة الهيكلة. شهد عدد قراء جويستيك انخفاضًا حادًا، حيث انخفض بنسبة 18٪ على الأقل عن العام السابق.
في 30 يناير 2015، أكد العديد من الموظفين العاملين في جويستيك، وعلى الموقع نفسه، أنها ستتوقف العمليات بعد 3 فبراير 2015. من المتوقع أن تغطي إنغادجيت الأعمال المستقبلية الموجهة للألعاب.   بعد الإغلاق، في 10 فبراير 2015، أطلق موظفو مدونة ماسيفلي موقعًا جديدًا «ماسيفلي أوفربورد»، مُكرسًا لمواصلة تغطية ألعاب متعددة اللاعبين عبر الإنترنت الخاصة بهم.

## الجوائز
بينما تم ترشيح جويستيك للعديد من الجوائز في فئة مدونات الويب ذات الصلة بالتكنولوجيا، فقد طغت عليها باستمرار في هذا الصدد المدونات التي تمثل مجموعة واسعة من التكنولوجيا، بما في ذلك سلاش دوت وجزمودو وشقيقها إنغادجيت. ومع ذلك، فقد تم تضمين جويستيك في عدد من قوائم مدونات الويب البارزة، بما في ذلك أفضل مواقع الويب على فوربس وفيدستير 500.

## روابط خارجية
- موقع Joystiq (نسخة آلة Wayback)